# Peurajärvi (sjö i Nurmes, Norra Karelen)
Peurajärvi är en sjö i kommunen Nurmes i landskapet Norra Karelen i Finland. Den är 12,2 meter djup. Arean är 36 hektar och strandlinjen är 3,93 kilometer lång. Sjön  ingår i Vuoksens huvudavrinningsområde.   Den ligger omkring 140 kilometer norr om Joensuu och omkring 460 kilometer nordöst om Helsingfors. 
Peurajärvi ligger sydväst om Mäntyjärvi. 